# Rafał Porzeziński
Zawartość tej strony może naruszać prawa autorskie.
Tekst źródłowy prawdopodobnie pochodzi z:
Patrz raport 
1. Nie usuwaj tego szablonu. Zostanie on usunięty, jeżeli prawa autorskie tego artykułu zostaną wyjaśnione.
2. Jeżeli potrafisz, napisz artykuł tak, aby nie naruszał praw autorskich.
3. Jeżeli masz prawa autorskie do tej treści lub masz zgodę na publikację zgodną z naszą licencją, prosimy, napisz o tym na stronie dyskusji tego artykułu i na stronie Wikipedia:Lista NPA oraz zastosuj procedurę zamieszczania haseł wcześniej opublikowanych.
4. Artykuł zostanie usunięty, jeżeli status praw autorskich do zawartych w nim treści nie zostanie wyjaśniony.

Powielanie materiałów chronionych prawami autorskimi – bez zezwolenia właściciela tych praw – jest pogwałceniem obowiązującego prawa, jest też sprzeczne z ustaleniami Wikipedii. Osobom, które regularnie wstawiają takie materiały, może zostać odebrane uprawnienie edytowania Wikipedii.
Rafał Jan Porzeziński (ur. 23 czerwca 1973 w Warszawie) – polski dziennikarz, w latach 2016–2018 dyrektor i redaktor naczelny Programu I Polskiego Radia, prezes Stowarzyszenia Ocaleni, właściciel wydawnictwa Raj Media Porzezińscy.

## Życiorys
Ukończył studia na Wydziale Dziennikarstwa i Nauk Politycznych Uniwersytetu Warszawskiego. Jest absolwentem Studium Terapii Uzależnień.
Od 1992 r. pracował w rozgłośniach radiowych, kolejno: III Programie Polskiego Radia, Radiu Zet, Radiu Kolor, Radiu Plus, Radiu Józef, ponownie w Radiu Plus jako Dyrektor Programowy, Radiu Warszawa i w Pierwszym Programie Polskiego Radia jako dyrektor i redaktor naczelny.
Autor wielu cykli radiowych, m.in. stworzonego przy współpracy z Jackiem Raginisem-Królikiewiczem ponad 100-odcinkowego cyklu „Widzialne i Niewidzialne”. Od 1995 współpracował z telewizją Canal+, Polsat, TV Puls, TVP1, TVP Info, Telewizja Republika m.in. jako prowadzący, autor, wydawca programów publicystycznych oraz producent („Postacie” TV Puls, „Ocaleni” TVP Info, „Koniec Końców” TVP1, Ocaleni TVP1).. W 2005 r. założył wydawnictwo Raj Media Porzezińscy zajmujące się produkcją reklam radiowych, słuchowisk, audycji, programów publicystycznych i audiobooków.
Od stycznia 2014 r. na antenie Telewizji Republika prowadził program pt. „12-ty Krok”, poświęcony walce z uzależnieniami, natomiast od marca 2018 r. do lutego 2024 r. na antenie Pierwszego Programu Telewizji Polskiej prowadził społeczny talk-show pt. "Ocaleni", poświęcony walce z uzależnieniami.
Należy do Stowarzyszenia Dziennikarzy Polskich. Jest Fundatorem Fundacji Kultura Medialna. Trener terapii uzależnień, ekspert Zespołu Konferencji Episkopatu PolskiKonsultor ds. Apostolstwa Trzeżwości i Osób Uzależnionych. Od 2008 do 2015 był członkiem zarządu i rzecznikiem prasowym Stowarzyszenia Twoja Sprawa. Prezes zarządu Stowarzyszenia Ocaleni.
Jako trener terapii uzależnień, należy do wspólnot 12-krokowych. Prowadzi warsztaty rozwoju duchowego „Wreszcie żyć” według programu „12 kroków dla chrześcijan”. Wydawca i współautor – wraz z Maksymilianem Popowem CMF i Jackiem Racięckim – pierwszego wydanego w Polsce wydawnictwa audio na temat programu 12 kroków pt. „12 kroków do wolności nie tylko dla chrześcijan”. Autor książek Wolny człowiek, 12 kroków do wolności oraz Tajemnica tajemnic. 
Użycza swojego głosu przy nagrywaniu audiobooków, przy produkcjach filmowych i programach telewizyjnych. W Radiowej Jedynce prowadził audycję „Ocaleni” w paśmie „Twarzą w twarz”, a także zajęcia Psychoprofilaktyka uzależnień na kierunku Nauki o Rodzinie Uniwersytetu Kardynała Stefana Wyszyńskiego w Warszawie.
Od stycznia 2016 dyrektor i redaktor naczelny Radiowej Jedynki, zastąpił na tym stanowisku Kamila Dąbrowę. Zrezygnował z pełnienia funkcji w styczniu 2018 r. i przyjął propozycję współpracy z Programem Pierwszym Telewizji Polskiej, gdzie jest autorem, prowadzącym i współproducentem społecznego talk-show "Ocaleni"  emitowanym w TVP1 i w TVP3 do lutego 2024 r..
Od 2 września 2024 związany z telewizją WPolsce24.

## Życie prywatne
Jego żoną jest Agnieszka Porzezińska, dziennikarka i scenarzystka, z którą ma trzy córki.

## Nagrody i wyróżnienia
- 2011: Tulipany Narodowego Dnia Życia, nagroda przyznawana z okazji Narodowego Dnia Życia;
- 2004, 2007: Międzynarodowy Katolicki Festiwal Filmów i Multimediów w Niepokalanowie;
- 2015: Mały Feniks, Nagroda Stowarzyszenia Wydawców Katolickich Feniks.
- 2018 PRO MASOVIA - Za wybitne zasługi dla krzewienia postaw trzeźwościowych i prowadzenie działań profilaktycznych przeciwko uzależnieniom na Mazowszu.
- 2018  nagroda św. Jana Chrzciciela zasłużonym dla trzeźwości od Zespołu Konferencji Episkopatu Polski ds. Apostolstwa Trzeźwości i Osób Uzależnionych.
- 2019 Tulipany Narodowego Dnia Życia w kategorii „Dzieło kultury” za autorski program „Ocaleni” w Telewizyjnej i Radiowej Jedynce